# Football League Awards 2007
I Football League Awards 2007 sono stati consegnati il 4 marzo 2007, al Grosvenor House Hotel di Londra. Si tratta della seconda edizione del premio avvenuta.

## Vincitori
Di seguito sono riportati il nome del premio originale, il nome del vincitore e la squadra di appartenenza:
- Championship Player of the Year - Jason Koumas - West Bromwich Albion
- League One Player of the Year - Billy Sharp - Scunthorpe United
- League Two Player of the Year - Izale McLeod - Milton Keynes Dons
- The Football League Young Player of the Year - Gareth Bale - Southampton
- Championship Apprentice Award - Chris Gunter - Cardiff City
- League One Apprentice Award - Joe Skarz - Huddersfield Town
- League Two Apprentice Award - Joe Thompson - Rochdale
- Goal of the Year - Joe Ledley - Cardiff City vs Barnsley
- Community Club of the Year - Brighton & Hove Albion
- Fan of the Year - Stan McGowen - Bury
- Best Club Sponsorship - Brentford
- Best Club Marketing Campaign - Norwich City
- Best Kit Design - Burnley
- Best Community Initiative - Norwich City
- Best Matchday Programme - Colchester United
- Best Use Of New Media - Cardiff City
- Contribution To Football Award - Jack Taylor
- Best Away Ground - Sunderland - Stadium of Light
- Good Sport Award - Chris Doig - Northampton Town